# Мар'янівська сільська рада (Макарівський район)
| Мар'янівська сільська рада — орган місцевого самоврядування у Макарівському районі Київської області з адміністративним центром у с. Мар'янівка. Історична дата утворення: в 1929 році. 05.02.1965 Указом Президії Верховної Ради Української РСР передано Мар'янівську сільраду Фастівського району до складу Макарівського району. Сільській раді підпорядковані населені пункти: - с. Мар'янівка |

## Склад ради
Рада складається з 16 депутатів та голови.

### Керівний склад ради
| ПІБ                     | Основні відомості                                            | Дата обрання | Дата звільнення |
| ----------------------- | ------------------------------------------------------------ | ------------ | --------------- |
| Савенок Ніна Миколаївна | Сільський голова, 1964 року народження, освіта, позапартійна | 26.03.2006   | 31.10.2010      |

Примітка: таблиця складена за даними джерела